# Azara uruguayensis
Azara uruguayensis är en videväxtart som först beskrevs av Carlos Luis Spegazzini, och fick sitt nu gällande namn av Herman Otto Sleumer. Azara uruguayensis ingår i släktet Azara och familjen videväxter. Inga underarter finns listade i Catalogue of Life.